# Список кратерів на Місяці, Е
| А Б В Г Д Е Є Ж З І Й К Л М Н О П Р С Т У Ф Х Ц Ч Ш Ю Я |

| Кратер      | Латинська назва  | Діаметр, км | Епонім                                                 | Рік затвердження МАС |
| ----------- | ---------------- | ----------- | ------------------------------------------------------ | -------------------- |
| Еванс       | Evans            | 69          | Артур Еванс (1851–1941)                                | 1970                 |
| Евдокс      | Eudoxus          | 70          | Евдокс Кнідський (бл. 408 до н. е. — бл. 355 до н. е.) | 1935                 |
| Евен        | Ewen             | 2,6         | Гельське (шотландське) чоловіче ім'я                   | 1979                 |
| Евершед     | Evershed         | 65          | Джон Евершед (1864–1956)                               | 1970                 |
| Евклід      | Euclides         | 11,8        | Евклід (невід. — ок 300 до н. Е.)                      | 1935                 |
| Евктемон    | Euctemon         | 63          | Евктемон (невід. — 432 до н. е.)                       | 1935                 |
| Егеде       | Egede            | 34          | Ганс Еґеде (1686–1758)                                 | 1935                 |
| Еддінгтон   | Eddington        | 120         | Артур Стенлі Еддінгтон (1882–1944)                     | 1964                 |
| Едісон      | Edison           | 63          | Томас Алва Едісон (1847–1931)                          | 1961                 |
| Едіт        | Edith            | 6,9         | Англійське жіноче ім'я                                 | 1976                 |
| Ейвері      | Avery            | 10,7        | Освальд Евері (1877–1955)                              | 1976                 |
| Ейкман      | Eijkman          | 56          | Христіан Ейкман (1858–1930)                            | 1970                 |
| Ейлер       | Euler            | 26          | Леонард Ейлер (1707–1783)                              | 1935                 |
| Еймарт      | Eimmart          | 45          | Георг Христоф Еймарт (1638–1705)                       | 1935                 |
| Ейнтховен   | Einthoven        | 74          | Віллем Ейнтховен (1879–1955)                           | 1970                 |
| Ейнштейн    | Einstein         | 181         | Альберт Ейнштейн (1879–1955)                           | 1964                 |
| Ейткен      | Aitken           | 130         | Роберт Грант Ейткен (1864–1951)                        | 1970                 |
| Ейхштедт    | Eichstadt        | 50          | Лоренц Ейхштедт (1596–1660)                            | 1935                 |
| Екерт       | Eckert           | 2,6         | Джон Екерт (1902–1971)                                 | 1973                 |
| Елві        | Elvey            | 80          | Крістіан Томас Елві (1899–1970)                        | 1970                 |
| Елгер       | Elger            | 22          | Томас Гвін Елджер (1836–1897)                          | 1935                 |
| Еллерман    | Ellerman         | 46          | Фердинанд Еллерман (1869–1940)                         | 1970                 |
| Еллісон     | Ellison          | 37          | Мервін Арчделл Еллісон (1909–1963)                     | 1970                 |
| Елмер       | Elmer            | 16,9        | Чарлз Елмер (1872–1954)                                | 1976                 |
| Емден       | Emden            | 115         | Роберт Емден (1862–1940)                               | 1970                 |
| Енгельгардт | Engelʹgardt      | 44          | Василь Енгельгардт (1828–1915)                         | 1970                 |
| Ендіміон    | Endymion         | 122         | Ендіміон (персонаж грецької міфології)                 | 1935                 |
| Енке        | Encke            | 28          | Йоганн Франц Енке (1791–1865)                          | 1935                 |
| Ено-Пельтрі | Esnault-Pelterie | 77          | Робер-Альбер-Шарль Ено-Пельтрі (1881–1957)             | 1970                 |
| Енопід      | Oenopides        | 73          | Енопід Хіоський (бл. 500–430 до н. е.)                 | 1935                 |
| Епіген      | Epigenes         | 55          | Епіген Візантійський (II ст. до н. е.)                 | 1935                 |
| Епіменід    | Epimenides       | 23          | Епіменід (VII–VI ст. до н. е.)                         | 1935                 |
| Епінус      | Aepinus          | 16,7        | Франц Ульріх Теодор Епінус (1724–1802)                 | 2009                 |
| Епплтон     | Appleton         | 65          | Едвард Віктор Епплтон (1892–1965)                      | 1970                 |
| Ератосфен   | Eratosthenes     | 59          | Ератосфен (276–194 до н. е.)                           | 1935                 |
| Ері         | Airy             | 39          | Джордж Біддел Ейрі (1801–1892)                         | 1935                 |
| Ерігон      | Herigonius       | 14,9        | П'єр Ерігон (бл. 1580 — 1643)                          | 1935                 |
| Ерлангер    | Erlanger         | 10,9        | Джозеф Ерлангер (1874–1965)                            | 2009                 |
| Ерліх       | Ehrlich          | 34          | Пауль Ерліх (1854–1915)                                | 1970                 |
| Ерміт       | Hermite          | 109         | Шарль Ерміт (1822–1901)                                | 1964                 |
| Ерро        | Erro             | 64          | Луїс Енріке Ерро (1897–1955)                           | 1970                 |
| Ерстед      | Oersted          | 42          | Ганс Христіан Ерстед (1777–1851)                       | 1935                 |
| Есклангон   | Esclangon        | 15,3        | Ернест Есклангон (1876–1954)                           | 1976                 |
| Еспін       | Espin            | 70          | Томас Еспін (1858–1934)                                | 1970                 |
| Етвеш       | Eötvös           | 102         | Лоранд Етвеш (1848–1919)                               | 1970                 |